# Androya decaryi
Androya decaryi är en flenörtsväxtart som beskrevs av Joseph Marie Henry Alfred Perrier de la Bâthie. Androya decaryi ingår i släktet Androya och familjen flenörtsväxter. Inga underarter finns listade i Catalogue of Life.